# Пайк (округ, Индиана)
Пайк (англ. Pike County) — округ в США, штате Индиана. Официально образован в 1816 году. По состоянию на 2010 год, численность населения составляла 12 845 человек. Получил своё название в честь американского бригадного генерала и исследователя Зебулона Пайка.

## География
По данным Бюро переписи США, общая площадь округа равняется 883 км², из которых 866 км² суша и 18 км² или 2,01 % это водоёмы.

## Климат
Климат в этой области характеризуется жарким влажным летом и, как правило, мягкой или прохладной зимой. Согласно системе классификации климатов Кёппена, в округе Пайк влажный субтропический климат, сокращенно обозначаемый аббревиатурой «Cfa» на климатических картах.

## Население
По данным переписи населения 2000 года в округе проживает 12 837 жителей в составе 5 119 домашних хозяйств и 3 680 семей. Плотность населения составляет 15,00 человек на км2. На территории округа насчитывается 5 611 жилых строений, при плотности застройки около 6-ти строений на км2. Расовый состав населения: белые — 99,10 %, афроамериканцы — 0,10 %, коренные американцы (индейцы) — 0,12 %, азиаты — 0,14 %, гавайцы — 0,04 %, представители других рас — 0,10 %, представители двух или более рас — 0,39 %. Испаноязычные составляли 0,58 % населения независимо от расы.
В составе 30,60 % из общего числа домашних хозяйств проживают дети в возрасте до 18 лет, 59,80 % домашних хозяйств представляют собой супружеские пары проживающие вместе, 8,40 % домашних хозяйств представляют собой одиноких женщин без супруга, 28,10 % домашних хозяйств не имеют отношения к семьям, 24,90 % домашних хозяйств состоят из одного человека, 11,80 % домашних хозяйств состоят из престарелых (65 лет и старше), проживающих в одиночестве. Средний размер домашнего хозяйства составляет 2,47 человека, и средний размер семьи 2,94 человека.
Возрастной состав округа: 23,90 % моложе 18 лет, 7,70 % от 18 до 24, 28,20 % от 25 до 44, 24,90 % от 45 до 64 и 24,90 % от 65 и старше. Средний возраст жителя округа 39 лет. На каждые 100 женщин приходится 99,90 мужчин. На каждые 100 женщин старше 18 лет приходится 96,80 мужчин.
Средний доход на домохозяйство в округе составлял 34 759 USD, на семью — 41 420 USD. Среднестатистический заработок мужчины был 31 967 USD против 20 970 USD для женщины. Доход на душу населения составлял 16 217 USD. Около 5,10 % семей и 8,00 % общего населения находились ниже черты бедности, в том числе — 9,00 % молодежи (тех, кому ещё не исполнилось 18 лет) и 9,70 % тех, кому было уже больше 65 лет.